# Camponotus echinoploides
Camponotus echinoploides (лат.) — вид муравьёв-древоточцев рода Кампонотус (Camponotus). Мадагаскар.

## Распространение
Эндемик острова Мадагаскар. Провинции Антананариву, Анциранана, Махадзанга, Фианаранцуа, Туамасина и Тулиара (в лесах до 1300 м; обнаружен в мёртвой древесине).

## Описание
Длина рабочих от 5 до примерно 1 см (солдаты). От близких видов отличается тем, что проподеум сильно сжат антеродорзально (в профиль) и без ясного разделения между дорзальной и покатой поверхностями; мезонотум в три раза шире своей длины; задневерхний край мезонотума возвышается в округлое поле, выпуклой с двух сторон формой узелка петиоля, а также морфометрическими пропорциями. Длина головы (CL) 1,255–2,647 мм; длина груди (ML) 1,843–2,922 мм. Основная окраска тела чёрная, блестящая; ноги коричневые.
Верхнебоковые края проподеума окаймлённые или с резким килем, проподеальная поверхность вогнутая, переднебоковые углы пронотума окаймлённые, передние тазики крупнее чем ширина мезоплеврона груди, проподеальный дорзум резко переходит вниз к месту соединения с петиолем. Мандибулы с 6 зубцами, увеличивающиеся в размере к вершине. Усики 12-члениковые и прикрепляются на некотором расстоянии от заднего края наличника. Максиллярные щупики состоят из 6 члеников, а лабиальные — из 4. Промезонотальный шов развит. Проподеальные лопасти и метаплевральные железы отсутствуют. На средних и задних голенях по одной шпоре. Стебелёк между грудкой и брюшком состоит из одного членика (петиолюс), несущего вертикальную чешуйку. Жало отсутствует. Вид был впервые описан в 1891 году Огюстом Форелем, а его валидный статус подтверждён в ходе ревизии в 2016 году малагасийским мирмекологом Жан-Клодом Ракотонирина (Jean Claude Rakotonirina, Madagascar Biodiversity Center, Антананариво, Мадагаскар) и американскими энтомологами Шандором Чёсом (Sandor Csősz) и Брайаном Фишером (Brian Lee Fisher; California Academy of Sciences, Сан-Франциско, США).
Включён в состав видовой группы Camponotus edmondi species group, а ранее включался в состав различных подродов кампонотусов: Myrmobrachys (Forel, 1914), Orthonotomyrmex (Emery, 1920), Myrmepinotus (Santschi, 1921).